# Sanktion
Als Sanktion wird in Strafrecht, Außenpolitik und Wirtschaft ein Zwangsmittel bezeichnet, durch das rechtsnormwidriges oder verhaltensnormwidriges Handeln dem so Handelnden Nachteile bringen soll, um ihn zur Einhaltung dieser Normen zu bewegen. Der Begriff hat in verschiedenen Wissenschaften jeweils eine modifizierte Bedeutung. 

## Etymologie
Der Begriff Sanktion entstammt lateinisch sanctio, das ursprünglich „Heilung, Billigung“ bedeutete, daraus dann „geschärfte Verordnung, Festlegung durch Gesetz“ (speziell „Strafgesetz, Artikel eines Strafgesetzes“), aber auch „Vorbehalt, Klausel“. Sanctio selbst ist abgeleitet vom Verb sancire „heiligen, weihen, unverletzlich machen“ und davon „(als heilig und unverbrüchlich) festlegen, verordnen“ (mit dem Partizip Perfekt Passiv sanctus, daher Heiligenbezeichnung Sankt).
In seinem Ausführliches lateinisch-deutschen Handwörterbuch erläuterte Karl Ernst Georges 1869 die sanctio als den Paragrafen (wörtlich „Hauptartikel“) eines Gesetzes, der eine Strafandrohung bei Übertretung enthielt.
Der Begriff der Sanktion hat demnach etymologisch gesehen die Bedeutung eines Gesetzesbefehls bzw. einer Rechtsfolge oder Bestätigung und weitergehend einer Zwangsmaßnahme.
Der Begriff der Sanktion wird heute in den Grundlagenwissenschaften und der Rechtswissenschaft nicht einheitlich verwendet, zudem unterscheiden sich die Sanktionsbegriffe des deutschen und europäischen Rechts.

## Arten
Der Begriff der Sanktion ist meist negativ konnotiert, besitzt jedoch nach folgender Unterscheidung auch eine positive Variante:
- Positive Sanktionen (wie Lob, Anerkennung, Preis- oder Ordensverleihung, sozialer Aufstieg) und negative (Ausschluss, Degradierung, Strafe, Tadel, Zwang).[4]
- Restitutive Sanktionen[5] zielen auf die Wiederherstellung des Zustands vor der Normverletzung ab, wobei der Sanktionierte das Erlangte herauszugeben hat (etwa bei der Annexion das annektierte Gebiet).[6]
- Repressive und präventive Sanktionen: Repressive sollen ein unerwünschtes Verhalten bestrafen, indem ein Übel zugefügt wird. Präventive Sanktionen sollen einem künftigen Rechtsbruch vorbeugen.[7]
- Völkerrecht:[8] Bei Bedrohung oder Bruch des Weltfriedens kann der UN-Sicherheitsrat nach Art. 39 UN-Charta folgende UN-Sanktionen beschließen:  
  - Nicht-militärische Sanktionen des Art. 41 UN-Charta: Insbesondere Wirtschaftssanktionen durch „Unterbrechung der Wirtschaftsbeziehungen“ und Unterbrechung des Verkehrs und der Telekommunikation sind vorgesehen.
  - Militärische Sanktionen des Art. 42 UN-Charta: Hierunter fällt auch das Waffenembargo für militärische Ausrüstung und Dual-Use-Güter, wodurch die Kampfkraft der Armee des sanktionierten Staates geschwächt werden soll. Auch Krieg ist hierin vorgesehen.

Völkerrechtlich sind nicht-militärische Sanktionen das letzte nicht-militärische Mittel, bevor der UN-Sicherheitsrat militärische Sanktionen beschließt.
In diesem Artikel wird der Begriffsinhalt auf die negative, repressive Sanktion begrenzt wie auch im überwiegenden Teil der Fachliteratur. Sanktionen aus Rechtsnormen (wie aus dem Strafrecht und Ordnungswidrigkeitenrecht) werden ebenfalls nicht berücksichtigt.

## Form der Durchführung
Verhängte Sanktionen können ihre Wirkung nur entfalten, wenn sie mittels Beschlagnahme (Mobilien, Immobilien, Kontosperren), Blockade, Boykott, Desinvestition, Embargo (Exportverbot, Importverbot) oder Wirtschaftskrieg umgesetzt werden. Mit Hilfe einer – meist mit militärischen Mitteln durchgeführten – Blockade wird beispielsweise der Güter- oder Personentransport verhindert, sobald sie einer Sanktion unterliegen. Dabei ist jedoch zu erwähnen, dass die Abgrenzung dieser Begriffe in der Fachliteratur uneinheitlich vorgenommen wird. Die Maßnahmen gegen das ehemalige Südrhodesien im Jahre 1965 wurden beispielsweise als „Sanktionen“ und gleichzeitig als „Embargo-Maßnahmen“ bezeichnet oder als „Embargo“ und zugleich „Boykott“. Es gibt Begriffspaare wie „Boykottsanktion“ und „Sanktionsboykott“. Sogar als Synonyme werden englisch Economic sanction, englisch boycott und englisch embargo betrachtet.

## Rechtsgebiete
Mit Sanktionen sind in der Regel durch Gesetze angedrohte Strafmaßnahmen gemeint, die darauf ausgerichtet sind, konkretes Fehlverhalten zu unterbinden und damit Rechtsnormen durchzusetzen. Sanktionen gibt es sowohl im weltlichen als auch im kirchlichen Recht (Kirchenstrafen).
- Im Strafrecht dienen Sanktionen gemäß den Straftheorien dazu, den durch das missbilligte Verhalten gestörten Rechtsfrieden wiederherzustellen. Zusätzlich sollen potentielle Straftäter mittels Abschreckung von eigener Delinquenz abgehalten werden. Sanktionen dienen hier also auch der Kriminalprävention.
- Im Privatrecht dienen beispielsweise Vertragsstrafen diesem Zweck.
- Im Sozialrecht existieren Sanktionen in Form von Leistungskürzungen (z. B. Sperrzeit im Arbeitslosengeld, Sanktionen im Arbeitslosengeld II).
- „Sanktionen im Sinne des Völkerrechts sind Zwangsmaßnahmen, die von Staaten oder internationalen Organisationen gegenüber einem völkerrechtswidrig handelnden Völkerrechtssubjekt – in der Regel einem Staat – ergriffen werden.“[15] Im Völkerrecht ist der Begriffsumfang der Sanktion weit gefasst, denn hierunter fallen auch Retorsionen, Repressalien und sonstige Zwangsmaßnahmen.[16]

Der Begriff der Sanktion wird in der Rechtstheorie sehr weit gefasst und beinhaltet alle nachteiligen Rechtsfolgen, die gegen ein Rechtssubjekt ausgesprochen werden, das gegen eine Rechtsvorschrift verstoßen hat. Sanktionen sind die Rechtsfolge, die einer Rechtsnorm zur effektiven Geltung verhelfen soll. Im schweizerischen Embargogesetz (EmbG) werden als Sanktionen internationale Maßnahmen verstanden, die der Einhaltung des Völkerrechts, namentlich der Respektierung der Menschenrechte, dienen sollen (Art. 1 EmbG).

## Soziologie
Noch 1909 definierte Meyers Konversations-Lexikon als Sanktion im weiten Sinne die Bestätigung eines Beschlusses, Vertrags oder Gesetzes und im engen Sinne einen Akt der Staatsgewalt, der einem Gesetzentwurf die Gesetzeskraft verleiht. Im soziologischen Kontext wird unter einer Sanktion „die von der Gesellschaft oder ihren einzelnen Gruppen getroffenen oder in Aussicht gestellten Maßnahmen zur Anerkennung, Bestätigung oder Korrektur des Verhaltens von Einzelnen oder Gruppen (verstanden) … und ist ein Mittel der sozialen Kontrolle“.
Der Wortbedeutung nach, wie auch im soziologischen Verständnis, können Sanktionen grundsätzlich positiver oder negativer Art sein: Eine positive Sanktion ist eine – nicht zwangsläufig materielle – „Belohnung“; eine negative Sanktion eine „Bestrafung“.
In der Soziologie werden Formen der Organisation von sozialen Prozessen damit bezeichnet. Hierbei unterteilt man die Sanktionen beispielsweise in sechs Schweregrade:
1. subliminale Sanktion: wer gegen eine Norm verstoßen hat, weiß nicht, wie dieser Verstoß aufgenommen wird und ist dadurch verunsichert;
2. leichte Sanktion: Erwartung, dass ein Nichteinhalten der Norm missbilligt wird, führt zur Anpassung an die Norm;
3. relativ leichte Sanktion: Missbilligung des Verhaltens wird ausgesprochen;
4. relativ schwere Sanktion: Konsequenzen angesichts der Normüberschreitung, wie Ausschluss oder Versetzung;
5. schwere Sanktion: Strafe, wie Haftstrafe oder Verbannung;
6. ultimative Sanktion: Tötung.

## Taxonomie
Durch die Sanktionierung werden wissenschaftliche Namen von Pilzen gegenüber älteren, gleichlautenden Homonymen und konkurrierenden (anderslautenden) Synonymen geschützt. Dazu muss der Name in einem der drei im Internationalen Code der botanischen Nomenklatur genannten Werken vom jeweiligen Autor akzeptiert worden sein. Wurde der Name eines Rost- (Uredinales), Brand- (Ustilaginales) oder Bauchpilzes (Gasteromycetes) in C.H. Persoons „Synopsis methodica fungorum“ akzeptiert, so gilt dieser Name als sanktioniert. Für alle anderen Pilze sind die beiden Werke „Systema mycologicum“ und „Elenchus fungorum“ von E.M. Fries maßgeblich.

## Wirtschaftliche Aspekte
Der Erfolg von globalen Sanktionen hängt von ihrer Durchsetzbarkeit und Wirksamkeit ab. Zur Durchsetzbarkeit ist ein internationaler Konsens nötig, was nur selten gelingt. Einerseits finden sich andere Staaten oder einzelne Unternehmen, die Sanktionen nicht unterstützen und damit dem betroffenen Staat eine Ausweichmöglichkeit schaffen. Andererseits können Sanktionen auch spürbare wirtschaftliche Nachteile im eigenen Land bis hin zur Rezession verursachen. Die Wirksamkeit von Sanktionen kann allgemein bezweifelt werden. Der sanktionierte Staat kann fehlende Importe oder Exporte durch andere Güter/Dienstleistungen oder Staaten substituieren, die volkswirtschaftlichen Schäden halten sich dann in Grenzen: 
Eine umfangreiche US-Studie aus dem Jahre 1990 untersuchte 120 Sanktionen zwischen 1914 und 1990 und kam zu dem Ergebnis, dass 65,8 Prozent (79 Fälle) ein Misserfolg waren, also das Sanktionsziel verfehlten. Lediglich 34,2 Prozent brachten den mit der Sanktion erhofften Erfolg. Eine erfolgreiche militärische Schwächung durch Waffenembargos gab es nur in 20 Prozent der Fälle, während Destabilisierungsstrategien mit Wirtschaftssanktionen zu 52 Prozent erfolgreich waren. Von 80 untersuchten Handelsembargos verursachten lediglich in 37,5 Prozent der Fälle volkswirtschaftliche Schäden von mehr als 1 Prozent des Bruttosozialprodukts.